# Borgwedel
Borgwedel település Németországban, Schleswig-Holstein tartományban. Lakosainak száma 750 fő (2023. december 31.). Borgwedel Güby községgel határos.

## Népesség
A település népességének változása:
| Lakosok száma | 444  | 685  | 668  | 659  | 745  | 775  | 750  |
|               | 1975 | 2014 | 2017 | 2019 | 2021 | 2022 | 2023 |